# Archichlora antanosa
Archichlora antanosa là một loài bướm đêm trong họ Geometridae.